# Vernon F. Dvorak

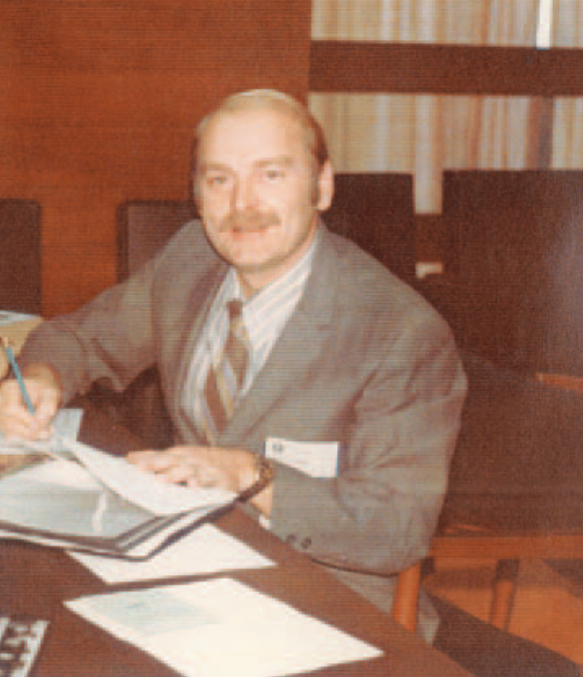
Vernon F. Dvorak

Vernon Francis Dvorak (ur. 15 listopada 1928, zm. 19 września 2022) – meteorolog amerykański z Kalifornii pracujący dla National Oceanic and Atmospheric Administration (NOAA), który w roku 1973 opracował własną metodę oceniania i analizowania siły cyklonów tropikalnych na podstawie zdjęć satelitarnych.
W roku 1972 został wyróżniony nagrodą resortową przez Departament Handlu Stanów Zjednoczonych, a w 2002 za całokształt swych prac przez Stowarzyszenie Meteorologów Amerykańskich (NWA).
Vernon Dvorak mieszka w miejscowości Ojai w Kalifornii.

## Publikacje
Najważniejsze publikacje (wszystkie w języku angielskim):
- Characteristic cloud patterns associated with tropical storm development in the western North Pacific from 1968 to 1970 (1971)
- A technique for the analysis and forecasting of tropical cyclone intensities from satellite pictures (1973)
- A workbook on tropical clouds and cloud systems observed in satellite imagery, Tropical cyclone intensity analysis and forecasting from satellite imagenary (1974)
- Tropical cyclone intensity analysis using satellite data (1984)
- Tropical cyclone motion forecasting using satellite water vapor imagenary (1994)